# Droga kryta

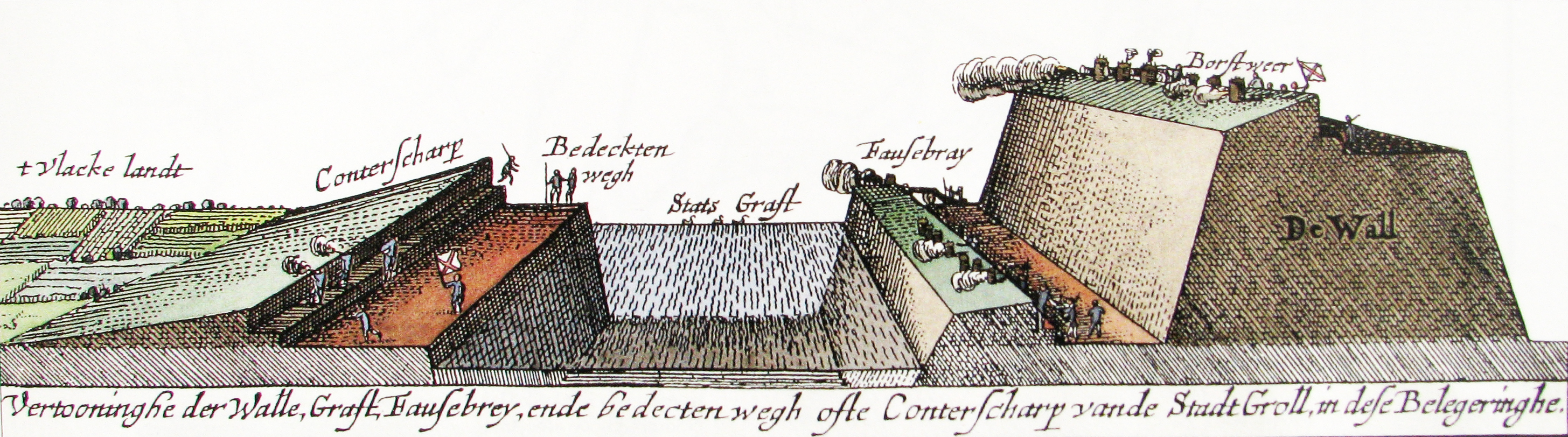
XVII-wieczna ilustracja przedstawiająca przekrój fortyfikacji Groenlo. Od lewej do prawej: przeciwskarpa, droga kryta, fosa, faussebraye oraz główny mur obronny.

Droga kryta (ang. covertway, covered way) – w fortyfikacji nowożytnej droga na poziomie terenu, obiegająca fosę od strony przedpola, osłonięta przedstokiem. Używana była do przemieszczania się wojsk wzdłuż zewnętrznej linii obronnej.

Droga kryta stanowiła jednocześnie pierwszą linię obrony, dla której przedstok spełniał rolę przedpiersia.